# Objetivo no acromático

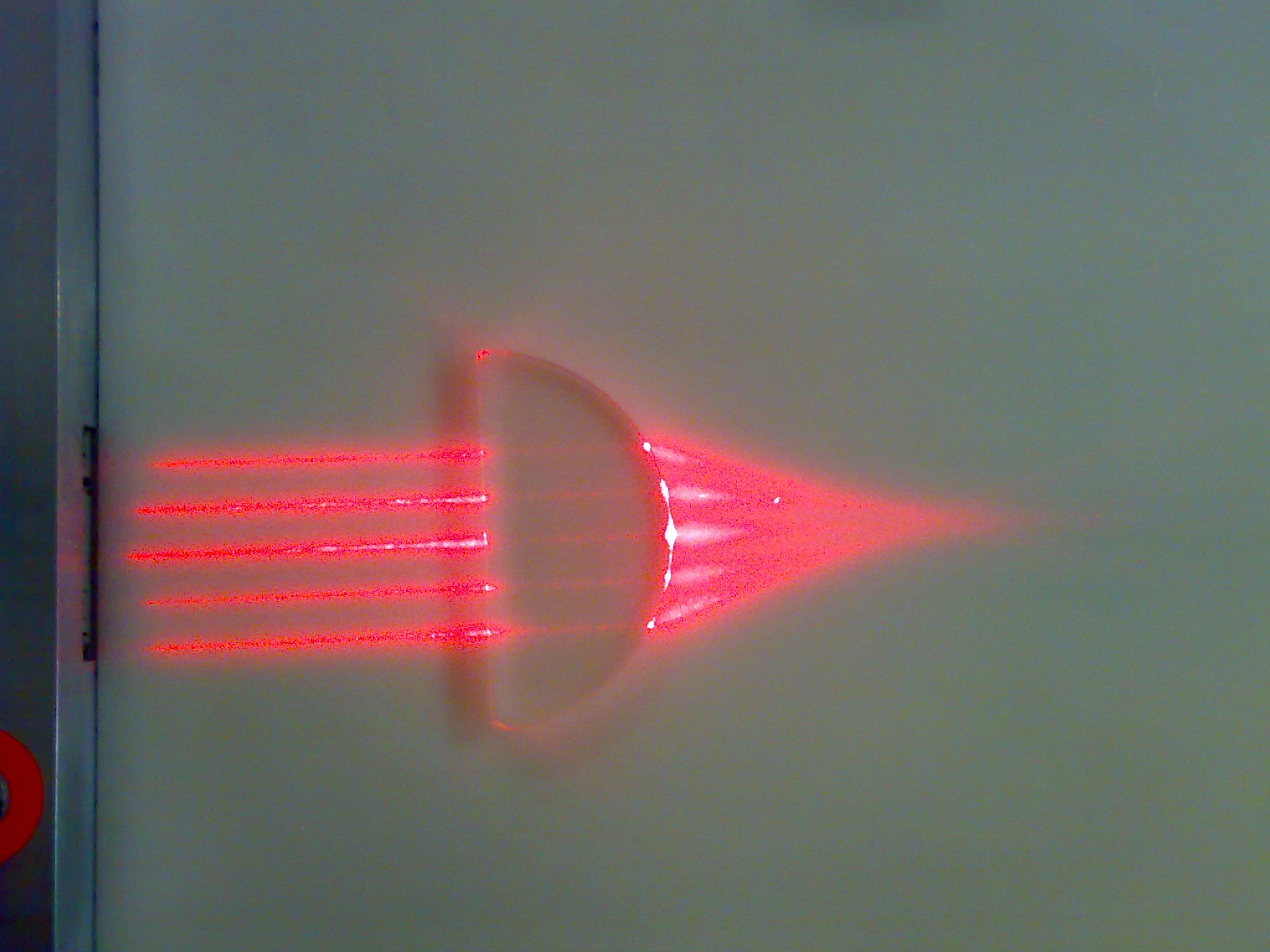
Las lentes no acromáticas se adaptan perfectamente para su uso en dispositivos láser: al tratarse de una luz monocromática, no se manifiesta el problema de la aberración cromática.

Un objetivo no acromático es un tipo de objetivo en el que no se corrige la aberración cromática. En los telescopios pueden formar parte de instrumentos anteriores al siglo XVIII (antes de la invención del doblete acromático), cuando se utilizaban como objetivos lentes sencillas. También pueden ser lentes monocromáticas especiales, utilizadas en telescopios de investigación modernos y en otros instrumentos.

## Objetivos de telescopio no acromáticos

### Primitivos objetivos no acromáticos
Los primeros telescopios en los que se abordó el problema de la aberración cromática (como los construidos por Johannes Hevelius o por Christiaan Huygens y su hermano Constantijn Huygens, Jr.), utilizaban como objetivos solo pequeñas lentes convexas (2"-8"), adoptando longitudes focales enormes (de hasta 45 m de longitud en telescopios con tubo y de hasta 180 m en telescopios aéreos sin tubo). Esta disposición permitía obtener potencias de magnificación más altas, limitando a su vez la formación de halos de interferencia con aspecto de arco iris (la aberración cromática sin corregir quedaba dentro del amplio patrón de difracción del foco).

### Objetivos no acromáticos modernos
Los instrumentos modernos pueden utilizar objetivos no acromáticos en los que se corrige con mayor precisión la aberración esférica y otras aberraciones cuando se observa en una longitud de onda única. Objetivos monocromáticos pueden encontrarse en los telescopios solares que trabajan con líneas espectrales estrechas, como la línea espectral alfa del hidrógeno de 0.6562725 micrómetros. Son también utilizados en telescopios astrográficos, en los que se toman imágenes de distintas bandas estrechas de longitud de onda utilizadas en la sistemática de clasificación estelar .

## Otras aplicaciones
Objetivos no acromáticos son también utilizados en aplicaciones de láser monocromático, como colimadores, expansores de haces de luz y sensores de error para ópticas adaptivas.